# Aleksandr Frolov
Aleksandr Aleksandrovitj Frolov, ryska: Александр Александрович Фролов, född 19 juni 1982 i Moskva, är en rysk professionell ishockeyspelare som spelar för Torpedo Nizjnij Novgorod i KHL. Frolov har tidigare spelat NHL-lagen Los Angeles Kings och New York Rangers. Frolov debuterade i NHL 2002 med Los Angeles Kings som draftat honom två år tidigare.

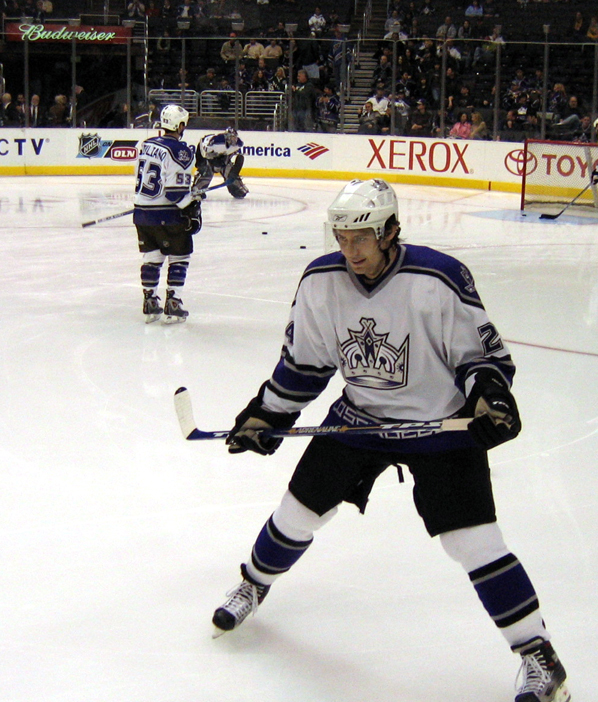
Frolov i Los Angeles Kings 2006.

## Statistik

### Klubbkarriär
| 1998–99    | Spartak Moskva           | RYS-2      | 1   | 0   | 0   | 0   | 0   | —  | — | — | — | —  |
| 1999–00    | Lokomotiv-2 Jaroslavl    | RYS-3      | 36  | 27  | 13  | 40  | 30  | —  | — | — | — | —  |
| 2000–01    | Krylja Sovetov           | RYS-2      | 44  | 20  | 19  | 39  | 8   | —  | — | — | — | —  |
| 2001–02    | Krylja Sovetov           | RSL        | 43  | 17  | 13  | 30  | 16  | 3  | 1 | 0 | 1 | 0  |
| 2002–03    | Los Angeles Kings        | NHL        | 79  | 14  | 17  | 31  | 34  | —  | — | — | — | —  |
| 2003–04    | Los Angeles Kings        | NHL        | 77  | 24  | 24  | 48  | 8   | —  | — | — | — | —  |
| 2004–05    | CSKA Moskva              | RSL        | 42  | 20  | 17  | 37  | 10  | —  | — | — | — | —  |
| 2004–05    | Dynamo Moskva            | RSL        | 6   | 2   | 1   | 3   | 2   | 6  | 2 | 1 | 3 | 0  |
| 2005–06    | Los Angeles Kings        | NHL        | 69  | 21  | 33  | 54  | 40  | —  | — | — | — | —  |
| 2006–07    | Los Angeles Kings        | NHL        | 82  | 35  | 36  | 71  | 34  | —  | — | — | — | —  |
| 2007–08    | Los Angeles Kings        | NHL        | 71  | 23  | 44  | 67  | 22  | —  | — | — | — | —  |
| 2008–09    | Los Angeles Kings        | NHL        | 77  | 32  | 27  | 59  | 30  | —  | — | — | — | —  |
| 2009–10    | Los Angeles Kings        | NHL        | 81  | 19  | 32  | 51  | 26  | 6  | 1 | 3 | 4 | 0  |
| 2010–11    | New York Rangers         | NHL        | 43  | 7   | 9   | 16  | 8   | —  | — | — | — | —  |
| 2011–12    | Avangard Omsk            | KHL        | 54  | 12  | 12  | 24  | 16  | 21 | 2 | 2 | 4 | 10 |
| 2012–13    | Avangard Omsk            | KHL        | 47  | 13  | 28  | 41  | 10  | 10 | 0 | 3 | 3 | 2  |
| 2013–14    | Avangard Omsk            | KHL        | 22  | 3   | 8   | 11  | 4   | —  | — | — | — | —  |
| 2013–14    | CSKA Moskva              | KHL        | 29  | 6   | 3   | 9   | 6   | 4  | 0 | 0 | 0 | 2  |
| 2015–16    | Torpedo Nizjnij Novgorod | KHL        | 47  | 6   | 13  | 19  | 14  | 8  | 3 | 0 | 3 | 4  |
| NHL totalt | NHL totalt               | NHL totalt | 579 | 175 | 222 | 397 | 218 | 6  | 1 | 3 | 4 | 0  |

## Internationellt
| År            | Lag           | Turnering     |               | Matcher | Mål | Assist | Poäng | Utv |
| ------------- | ------------- | ------------- | ------------- | ------- | --- | ------ | ----- | --- |
| 2000          | Ryssland      | U18-VM        | 6             | 5       | 1   | 6      | 10    |     |
| 2002          | Ryssland      | JVM           | 7             | 6       | 2   | 8      | 4     |     |
| 2003          | Ryssland      | VM            | 7             | 3       | 2   | 5      | 6     |     |
| 2004          | Ryssland      | WC            | 4             | 0       | 2   | 2      | 2     |     |
| 2006          | Ryssland      | OS            | 6             | 0       | 1   | 1      | 0     |     |
| 2007          | Ryssland      | VM            | 9             | 5       | 6   | 11     | 0     |     |
| 2009          | Ryssland      | VM            | 7             | 3       | 1   | 4      | 2     |     |
| 2010          | Ryssland      | VM            | 8             | 0       | 1   | 1      | 2     |     |
| Senior totalt | Senior totalt | Senior totalt | Senior totalt | 41      | 11  | 13     | 24    | 12  |